# Goppaschrofen
Als Goppaschrofen (auch: Goppaschrofa oder Brandkopf, 1781 m ü. A.) wird ein Berg im Rätikon, Teil der sogenannten Galina-Gruppe (Nebengrat) bezeichnet, der auf dem Gemeindegebiet von Frastanz gelegen ist.

## Lage
Der Goppaschrofen ist eine, besonders aus dem unteren Saminatal markant erscheinende, sehr schroffe Erhebung eines Nebengrates der Galina-Gruppe (auch: Galingrat) im Rätikon. Der Ausläufer der Galina-Gruppe zieht sich bis zur Marktgemeinde Frastanz (einer der letzten Erhebungen ist der Stutzberg).
Die Vegetation unterhalb besteht aus dichtem Gras und einigen Stauden und Tannen/Spirken etc. Unterhalb des Goppaschrofen und westseitig der Kamms Galina-Gruppe befindet sich das Europaschutzgebiet Spirkenwälder Saminatal.

## Benachbarte Gipfel und Einkerbungen bzw. Alpen
In nordöstlicher Richtung gesehen, etwa 850 Meter Luftlinie entfernt liegt die Spitztälispitz (1730 m ü. A.) und in südöstlicher Richtung, 1250 Meter Luftlinie entfernt die Hohen Köpfe (2040 m ü. A. (mit Gipfelkreuz) und 2066 m ü. A.). Der Haarkopf (1638 m ü. A.) liegt etwa 850 Meter südwestlich, der dominante Galinakopf (2198 m ü. A.) etwa 2700 Meter südlich. Östlich unter der Spitztälispitz, etwa 1500 m Luftlinie vom Goppaschrofen entfernt, liegt die Sattelalpe (1383 m ü. A.).

## Wandern
Der Goppaschrofen ist über relativ gute Wanderwege gut erreichbar und liegt an einem Nebenpfad des Hauptwanderwegs, der über den Galina-Grat führt.
Bei ausreichender persönlicher Kondition kann an einem Tag von Gurtis kommend die Gurtisspitze (1778 m ü. A.), die Zäwasheilspitze (Wisle) (1778 m ü. A.),  Spitztälispitz, der Goppaschrofen und die Hohen Köpfe sowie die Sattelalpe begangen bzw. erreicht werden (die Tour über die Hohen Köpfe ist wegen des felsigen, anspruchsvollen Wegs, teilweise mit Drahtseilen gesichert, nur für geübte, trittsichere Wanderer zu empfehlen).
Der nächstgelegene Wander-Stützpunkt ist die Sattelalpe  (nur im Sommer bewirtschaftet). Auch andere umliegende Alpen sind nur im Sommer bewirtschaftet. Die Goppaschrofen selbst bedingt Trittsicherheit und Schwindelfreiheit sowie sehr gutes Schuhwerk.
Zwischen Bazora-Alpe und Gurtisspitz zweigt die erste Wanderpfadvariante zum Goppaschrofen in Richtung Süden (der erste Teil, dann immer mehr nach Westen verlaufend) ab. Dieser Weg führt an der Spitztäle Jagdhütte (1545 m ü. A.), unterhalb der Spitztälispitze, vorbei.
Am „Spitzwiesle“ (1720 m ü. A.) zweigt eine weitere Wanderpfadvariante zum Goppaschrofen vom Hauptwanderweg westwärts ab (Gehzeit von hier ca. 1 ½ bis 2 Stunden). Südostwärts, unmittelbar vor dem kurzen Aufstieg zum Spitztälespitz, zweigt eine direkte Abstiegsroute zur Sattelalpe ab.
Zeitaufwand (Beispiele)
- Von Frastanz (510 m ü. A.) – Gurtis (904 m ü. A.) über die Bazora-Alpe – Bremenstall (1612 m ü. A.) zum Goppaschrofen und zurück: Gehzeit: 9 bis 10 Stunden.
- Bazora über die Bazora-Alpe (1406 m ü. A.) zum Goppaschrofen und zurück: Gehzeit: 5 ½ bis 6 Stunden.

## Gipfelkreuz
Im Sommer 1968 wurde von Mitgliedern der Bergwacht der Alpenvereinsgruppe Frastanz das erste Bergkreuz am Goppaschrofen aufgestellt. Dies zum Gedenken an die Bergkameraden, insbesondere an Otto Märk, der mit 18 Jahren am 28. Mai 1944 am Goppaschrofen verunglückte. Die festliche Einweihung erfolgt im Rahmen einer Feldmesse. 1985 musste das Gipfelkreuz erneuert werden. Die feierliche Einweihung des neuen Kreuzes erfolgt am 22. September 1985. 2009 wurde das Gipfelkreuz durch einen Sturm beschädigt und 2011 ausgetauscht.